# Heveadorp

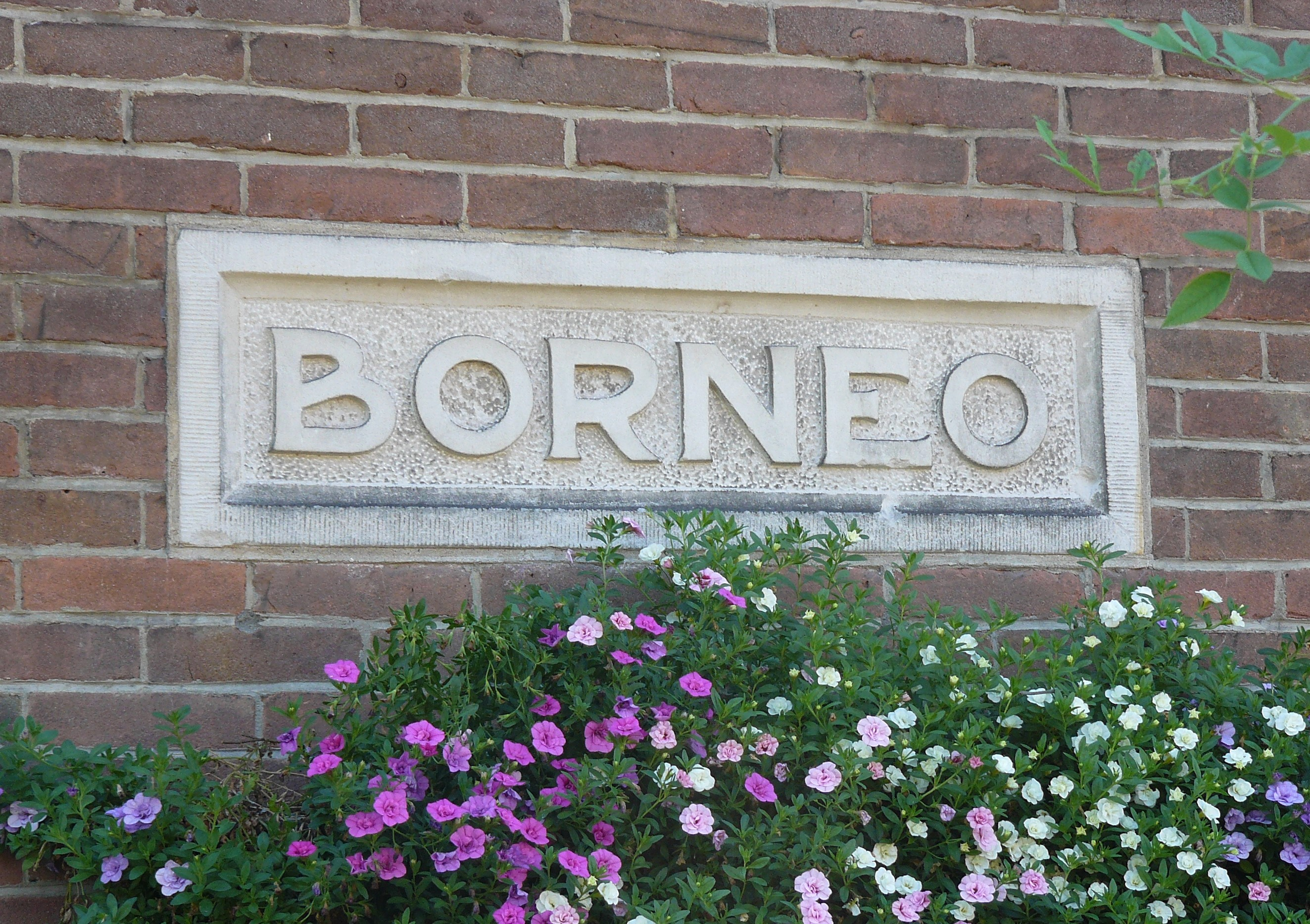
Oude aanduiding van het woonblok Borneo in Heveadorp

Heveadorp is een woonkern in de gemeente Renkum, in de Nederlandse provincie Gelderland.

## Ligging
Heveadorp ligt in het dal van de Seelbeek. Dit dal ligt in de stuwwal die de zuidgrens van de Veluwe vormt. De omgeving is erg bosrijk. Op de stuwwal ten oosten van Heveadorp bevinden zich de Valckeniersbosschen en de Westerbouwing. In de uiterwaard ten oosten van Heveadorp bevindt zich het veer naar Driel. Op de stuwwal ten westen van Heveadorp bevindt zich het Landgoed Duno met de bekende Hunneschans. In de uiterwaard ten westen van Heveadorp bevinden zich het Kasteel Doorwerth en de Drielse stuw met sluizen. Ten noorden van Heveadorp ligt het centrum van Doorwerth, naar het zuiden ligt de Nederrijn.

## Geschiedenis

### Vroege geschiedenis tot modelboerderij
Tot in de vroege middeleeuwen bevond zich nabij het Seelbeekdal een doorwaadbare plaats in de Nederrijn en om die reden vormde het dal al in de Romeinse tijd deel van een handelsroute tussen Nijmegen en de Veluwe. De Seelbeek wordt voor het eerst genoemd in het jaar 839 bij de schenking van een Hof aan de Seelbeek aan het klooster van Lorsch door ene Magofrid. Uit de vondst van grote hoeveelheden potscherven blijkt dat zich in die tijd langs de Seelbeek ook een pottenbakkerij bevond.
In de middeleeuwen lagen twee hoven langs de beek. Een daarvan is nog op een kaart van 1616 te zien. Bij de aanleg van twee vijvers bij de bron van de beek (ten noorden van de Oude Oosterbeekseweg) werden in 1907 de restanten van een woontoren en ophaalbrug blootgelegd, behorend bij de Hof van Seelbeek. De restanten van de toren vormen nu een eilandje in de bovenste vijver. Deze hoven kwamen in bezit van Kasteel Doorwerth en vanaf 1700 vormde de Seelbeek de grens van de heerlijkheid Doorwerth.
In 1888 werden het Seelbeekdal en landgoed Duno verkocht aan de rijke grootgrondbezitter Willem Scheffer. Hij begon in het dal de modelboerderij het Huis ter Aa. De naam kwam van “het Gat van ter Aa”, een oude naam voor het stuk land onderaan het Seelbeekdal. Deze modelboerderij was een ideëel bedrijf en men zegt dat de koeien in deze modelboerderij beter werden behandeld dan de arbeiders aan het einde van de 19e eeuw.

### Het ontstaan van Heveadorp
De modelboerderij ging failliet waarna Odo van Vloten (Deventer, 1860 – Doorwerth, 1931) in 1914 het dal en de Duno kocht. Hij verkocht al in 1915 het terrein van de modelboerderij aan rubberfabrikant Dirk Frans Wilhelmi (1877 – 1936), eigenaar van de rubberfabriek Hevea. Hevea is de Latijnse naam voor de rubberboom (Hevea brasiliensis). Deze fabriek maakte rubberen producten, zoals banden en laarzen.
In 1916 stichtte Wilhelmi de door Jan Rothuizen ontworpen woonkern voor de werknemers van de fabriek, het later zo genoemde Heveadorp, bestaande uit 83 woningen voor arbeiders en 14 woningen voor hoger personeel. De meeste huizen hebben een rieten dak, ze zijn gebouwd in een mengvorm van cottagestijl en Amsterdamse School. Deze woningen vormden het oorspronkelijke Heveadorp. De huizenblokken werden vernoemd naar de Indische eilanden waar het rubber vandaan kwam: Sumatra, Java, Celebes en Borneo. Voor zichzelf en zijn compagnon Tonko Haijo Meijer sr. liet Wilhelmi de directiewoning Huize Rijngoud bouwen. Het Huis ter Aa liet hij ombouwen tot een restaurant-hotel dat grote bekendheid genoot. Twee woningen, Hunzingo en Dollard herinneren aan de provincie Groningen, waar de fabriek in Sappemeer, en daarna werd gevestigd in Hoogezand, haar oorsprong had.
Hoewel de werknemers een goede huisvesting tegen een redelijke huur genoten, ondervonden zij ook nadelen, zoals mevrouw Wilhelmi die de bewoning onverwachts controleerde en keek of de heggen laag genoeg werden gehouden om zo de onderlinge sociale controle te kunnen garanderen. Anderzijds zorgde zij ook ervoor dat er ’s zomers een zwembad in de Nederrijn en ’s winters er een ijsbaan was met een poffertjeskraam. Ook regelde zij hulp voor armlastige gezinnen. Om tien uur ’s avonds werd het licht afgesloten, zodat iedereen op tijd naar bed ging, en op elektriciteit bespaard kon worden. Bij ziekmelding werd de fabrieksportier voor controle ingeschakeld.
Tijdens de Tweede Wereldoorlog bij de April-meistakingen in 1943 werden zes werknemers en een leidinggevende van de Hevea-fabriek gefusilleerd door de Duitsers omdat zij gehoor hadden gegeven aan de oproep van de Nederlandse regering in ballingschap om het werk neer te leggen. Drie Joodse inwoners van Heveadorp werden in concentratiekampen vermoord. Gedurende de Slag om Arnhem maakte Heveadorp samen met Oosterbeek en een deel van Arnhem deel uit van het gebied dat door de Britse 1e Luchtlandingsdivisie was bezet. Onder andere John Frost en zijn bataljon trokken door Heveadorp op weg naar de Rijnbrug. Bij de heftige gevechten raakte het dorp zwaar beschadigd.
Na de oorlog werd het dorp deels herbouwd en werden nieuwe woningen, met dakpannen in plaats van riet, gebouwd op de plaats van de oude. De bewoners ondervonden daarbij steun van een grote goederen- en geldinzamelingsactie onder de bewoners van Hoogezand, waarmee veel werknemers van de fabriek nog steeds een sterke band hadden. Daarna zijn nog meer nieuwe woningen elders in het dorp bijgebouwd. 
In 1962 werd de fabriek overgenomen door Vredestein. De fabriek werd in 1977 gesloten en in 1980 afgebroken. Een groot deel van de karakteristieke arbeiderswoningen met rieten kap is blijven staan. Omdat een groot deel van het dorp fabrieksbezit was, werden de woningen alleen maar als kostenpost gezien; daardoor werd op het onderhoud ervan bezuinigd. Nadat Vredestein in handen was gevallen van de Amerikaanse autobandenfabrikant B.F. Goodrich werden ze voor hoge prijzen verhuurd, wat veel onvrede bij de bewoners veroorzaakte. Omdat Vredestein er veel slechter voorstond dan Goodrich had verwacht, werd in 1976 een grootschalige sanering doorgevoerd. Tegen die tijd waren de woningen door dit langdurig tekort aan onderhoud vanaf de fusie met Vredestein zwaar verwaarloosd. In 1981 werden veel woningen door de eigenaar Vredestein onbewoonbaar gemaakt, door het slopen van de trappen in de onbewoonde woningen. Doordat de bewoners van het dorp de trappen terugplaatsten en de woningen kraakten, trachtten zij de afbraak van het dorp te voorkomen. De rietdakwoningen zijn ten slotte in 1985 door de Centrale Woningstichting, een woningstichting, aangekocht, gerenoveerd en in de sociale sector verhuurd.
Door de egalisatie van het fabrieksterrein van de zogenoemde 'bovenfabriek', die op een plateau stond, kon het dorp uitgebreid worden met 200 passende woningen. Per 1 januari 2010 is Heveadorp als zesde dorp aan de gemeente Renkum toegevoegd en kreeg het een eigen postcode. Tot dan toe werd het als wijk van Doorwerth beschouwd. Het dorp is voorzien van komborden. Winkels en scholen ontbreken.
Het dorp bestaat uit verschillende wijken en omvat circa 320 woningen, 1 restaurant en 1 atelier. In de meest noordelijk gelegen wijk bevinden zich 47 woningen met de status van gemeentelijk monument.

## Foto's

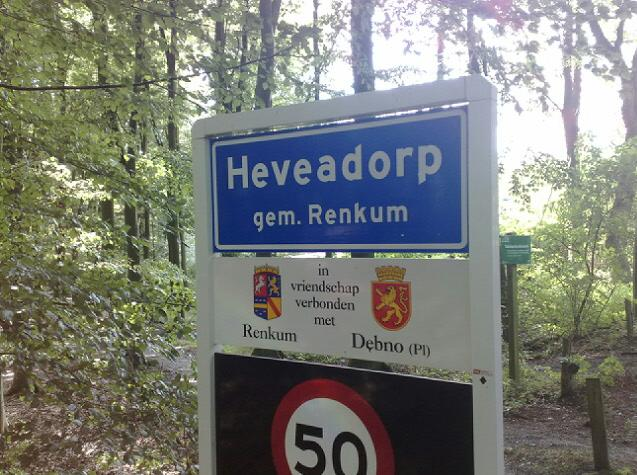
Plaatsnaambord
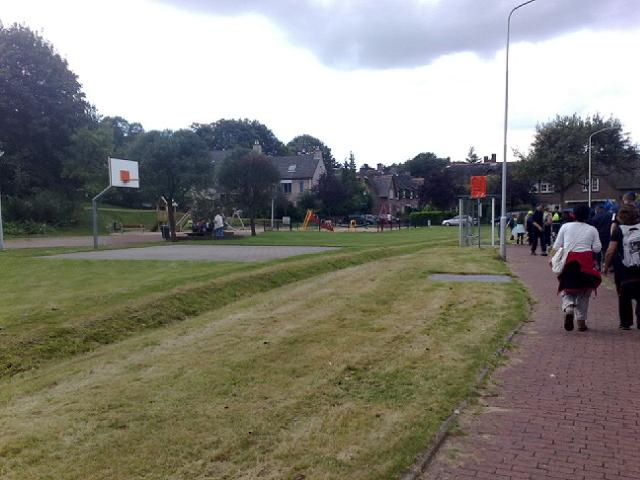
Aangezicht van woningen in Heveadorp aan de Zuiderlaan
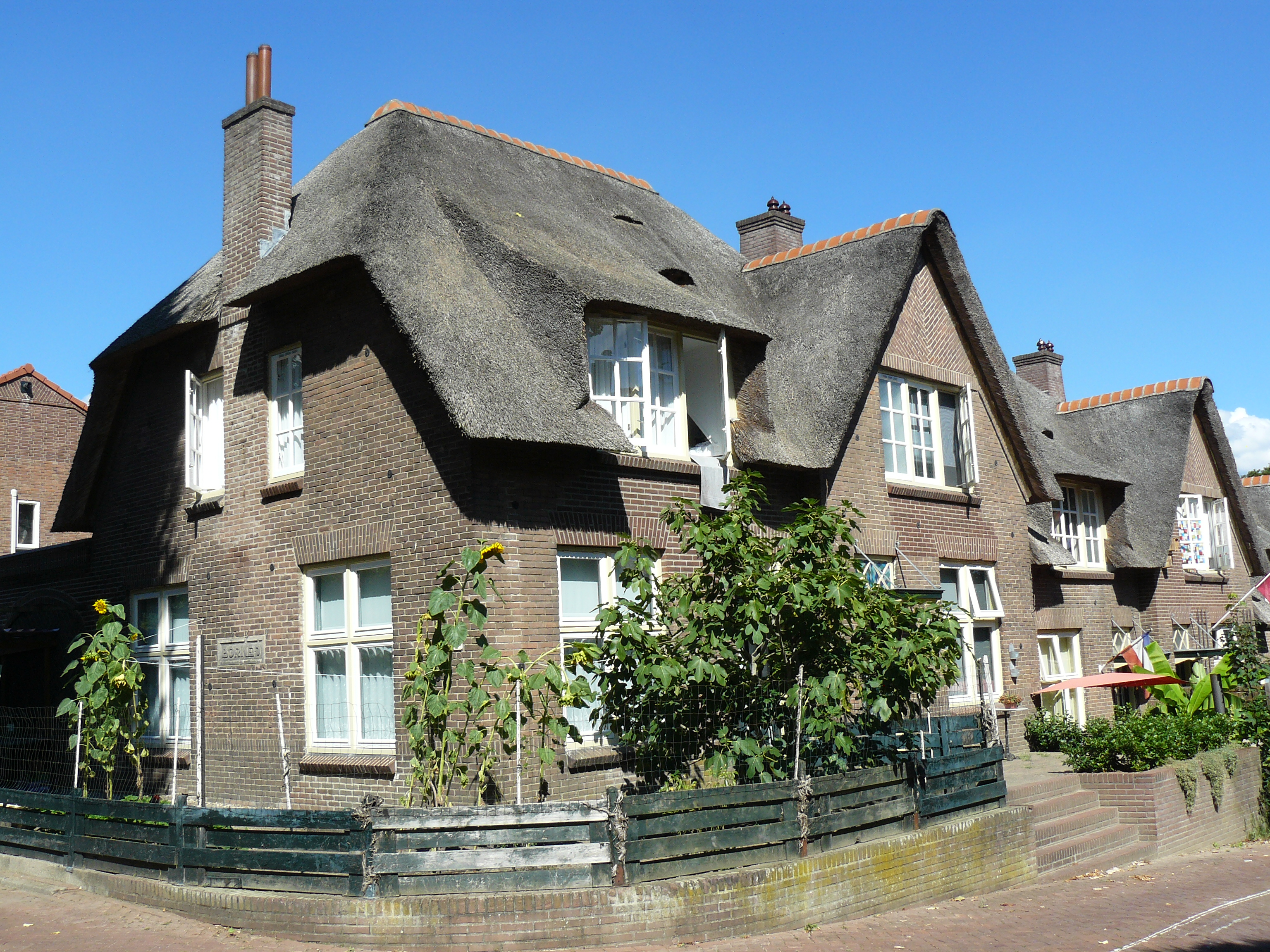
Hoek rietkapwoning in Heveadorp
- Bioscoopjournaal uit november 1938. De fabricage van gasmaskers in een fabriek te Heveadorp.